# Степаненко, Василиса Ильинична
Василиса Ильинична Степаненко (укр. Василиса Іллівна Степаненко; род. 19 ноября 1999, Харьков) — украинская журналистка, продюсер, ведущая. Лауреат Пулитцеровской премии (2023).

## Биография
Василиса Степаненко родилась в Харькове.
Училась в Харьковской государственной академии культуры (2021, бакалавр журналистики). Работала в газете «Kharviv Post», продюсером и ведущей на телеканале «Simon». С января 2022 года начала работать с Associated Press.
После полномасштабного российского вторжения в Украину вместе с фотожурналистом Евгением Малолеткой и видеожурналистом Мстиславом Черновым уехала в Мариуполь, где они стали единственными представителями международных СМИ, которые находились в осаждённом городе. 8 мая 2023 года вся команда за эту работу получила Пулитцеровскую премию.

## Награды
- Пулитцеровская премия (2023)[4] ;
- премия Международного центра журналистов (2022)[8] ;
- премия Джорджа Полка (2022)[9] ;
- британская премия Royal Television Society 2023 года в номинации «Молодой талант года»[10].
- Национальная премия Украины имени Тараса Шевченко (5 марта 2024 года) — за серию журналистских материалов об осаде Мариуполя (репортажи, фото и видеорепортажи, расследования и фильм «20 дней в Мариуполе»)[11].